# سيلينا بارفين
سيلينا بارفين (31 مارس 1931م - 14 ديسمبر 1971م) كانت صحفية وشاعرة من بنغلاديش. وهي واحدة من الشهداء الفكريين الذين قتلوا على يد البدر. في 14 ديسمبر، مباشرة قبل الانتصار بعد 9 أشهر من حرب استقلال بنغلاديش في عام 1971م. ويحتفل هذا اليوم الآن بيوم الشهيد الفكري.
كصحفية كانت تعمل في ويكلي بيجوم، ويكلي لالانا وشيلاليبي. ودفنت في مقبرة أزيمبور في 18 ديسمبر 1971م.

## طفولتها
ولدت سيلينا في رامغانج أوبازيلا من منطقة نواكالي السابقة. حيث كان والدها محمد عبد الرحمن مدرسًا. فعندما تم الاستيلاء على منزل والدها في منطقة فيني بعد الحرب العالمية الثانية، اضطرت العائلة إلى الاستقرار في القرية. كانت سيلينا، البالغة من العمر 12 عامًا، طالبة في الفصل السادس وماهرة في كتابة الشعر والقصص وبسبب السياق الريفي التقليدي المحافظ، كان عليها إنهاء تعليمها المدرسي. في سن الرابعة عشرة تزوجت ضد رغبتها ورفضت العيش مع زوجها وأرادت أن تستمر في الدراسة لكنها لم تستطع النجاح في امتحان الثانوية العامة. وبعد 10 سنوات انفصلا.

## حياتها المهنية
حصلت سيلينا بارفين على وظيفة كممرضة في مستشفى ميتفورد في عام 1957م. ثم عملت لبعض الوقت كمربية في باغول روكيا هول في عام 1959م وانضمت إلى أزيمبور بيبي هوم كمدرسة في عام 1960م. ثم عملت لبعض الوقت في دار الأيتام «سليم الله» في عام 1965م ثم انضمت إلى صحيفة «ويكلي لالانا» عام 1966م.
ففي عام 1967م، انضمت سيلينا بارفين إلى جريدة ويكلي لالانا كصحفية، ثم تزوجت من سياسي. كانت تعمل في العديد من الصحف وكانت تنشر مقالات مؤيدة لتحرير شيلاليبي على أساس غير منتظم. استخدمت راتبها الأسبوعي لمساعدة في تحرير المحاربين ضد جمعاة البدر. في شيلاليبي، اعتادت سيلينا بارفين على نشر مقالات لشخصيات بارزة بما في ذلك البروفيسور منير شودري والصحفي شهيد الله قيصر وزاهر ريحان وأنعام غلام مصطفى، وجميعهم باستثناء ريحان أصبحوا أهدافًا للبدر. غادر زاهر ريحان منزله في 30 كانون الثاني (يناير) 1972م باحثًا عن شقيقه شهيد الله قيصر، لكنه لم يعد أبدًا.

## موتها
وفي 13 ديسمبر 1971م، مثل غيرها من الشهداء المثقفين، تم الاستيلاء على سيلينا بارفين من قبل أعضاء القوة شبه العسكرية «البدر». حيث كان ابنها سومون يبلغ من العمر وقتها 7 سنوات فقط. فقُتلت بوحشية في 14 ديسمبر/ كانون الأول وعُثر على جثتها لاحقًا في رايربازار بودهوبومي.
شهد أحد الناجين الوحيد للمحكمة أنه كان معصوب العينين وسمع امرأة [سيلينا بارفين] تصرخ وتتوسل رجال البدر من أجل حياتها، طالبتهم بالأفراج عنها لأنها أنجبت طفلاً ولم يكن هناك من يعتني به إلا هي ولكن القتلة المتوحشين لم يرحموها. حيث قُتلت على الفور بالحربة كما رواها الشاهد. فأن الناجي الوحيد، الذي تمكن من فك الحبل الذي قيد به وهرب به، وصف كيف تم تعذيب ثلاثة سجناء قبل نقلهم لإطلاق النار عليهم. ومن بين الضحايا، تم العثور على سيلينا بارفين [فيما بعد] مصابة بجرحين آثر الحربة، أحدهما في العين والآخر في المعدة وإصابتين برصاصتين.
وفي 3 نوفمبر 2013م، حُكم غيابياً على شودري معين الدين وهو زعيم مسلم مقيم في لندن وأشرف زمان خان ومقره في الولايات المتحدة، بعد أن وجدت المحكمة أنهما متورطان في اختطاف وقتل 18 شخصًا في ديسمبر 1971م - تسعة مدرسين بجامعة دكا وستة صحفيين من بينهم سيلينا بارفين وثلاثة أطباء.